# Étoile de vie

L’étoile de vie.

L'étoile de vie (en anglais : Star of Life) est une étoile bleue à six branches, avec une bordure blanche, et en son centre le bâton d'Asclépios.

## Description
Elle est conçue à l'origine par la National Highway Traffic Safety Administration (sous le département des Transports des États-Unis). Traditionnellement, aux États-Unis et en France, le logo a été utilisé comme un symbole pour les ambulances ou autres membres du personnel des services médicaux d'urgence. Au niveau international, il représente les unités et le personnel des services médicaux d'urgence. Une étoile orange similaire est utilisé pour la recherche et le sauvetage, et une autre version est utilisée pour le Wilderness Emergency Medical Technician (en).

## Couleurs
En Belgique les ambulanciers en transport non urgent de patient portent une étoile grise[réf. nécessaire], les ambulanciers d'aide médicale urgente portent une étoile bleue, les infirmiers portent une étoile verte et les médecins urgentistes une rouge.

## Galerie

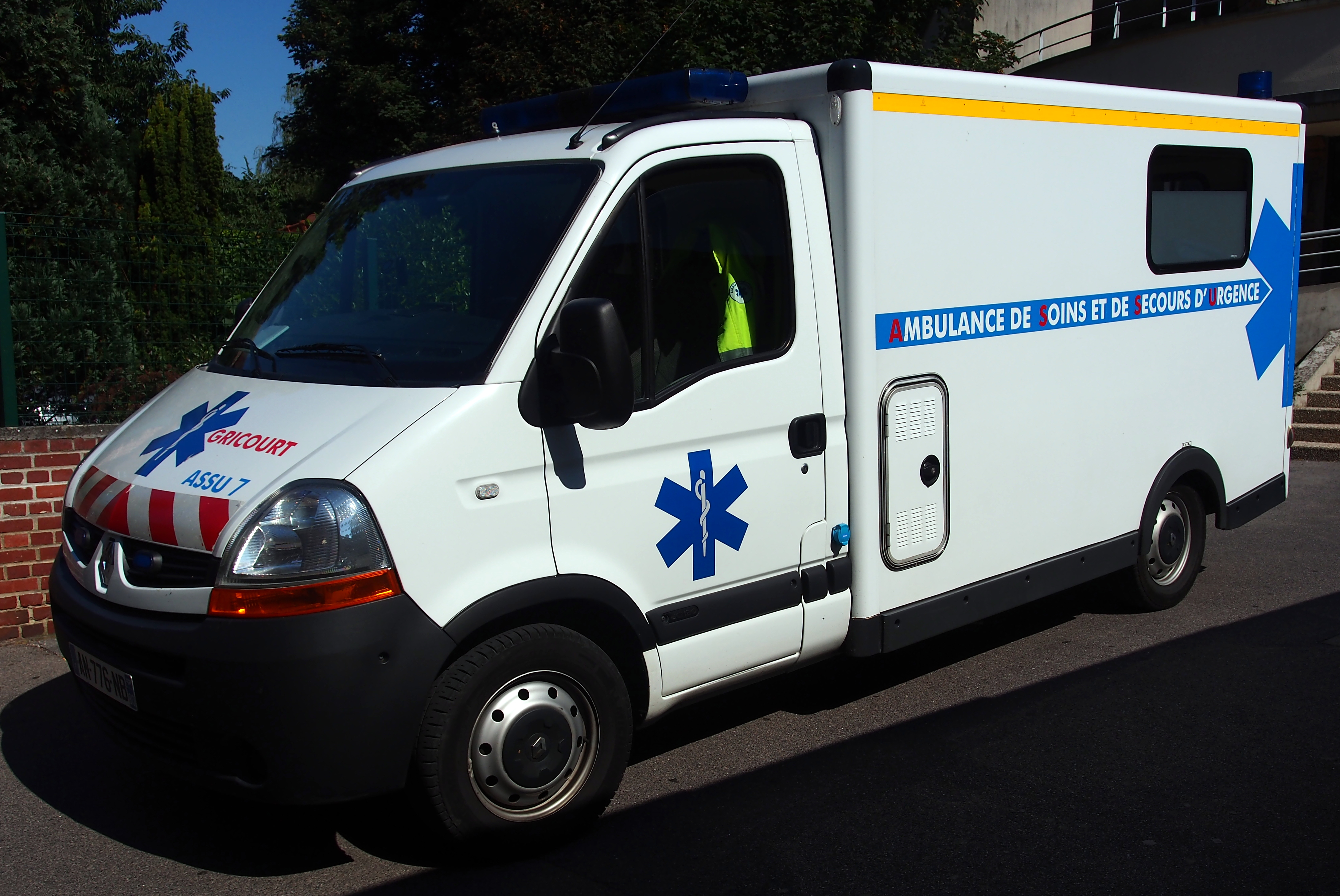
Ambulance française.
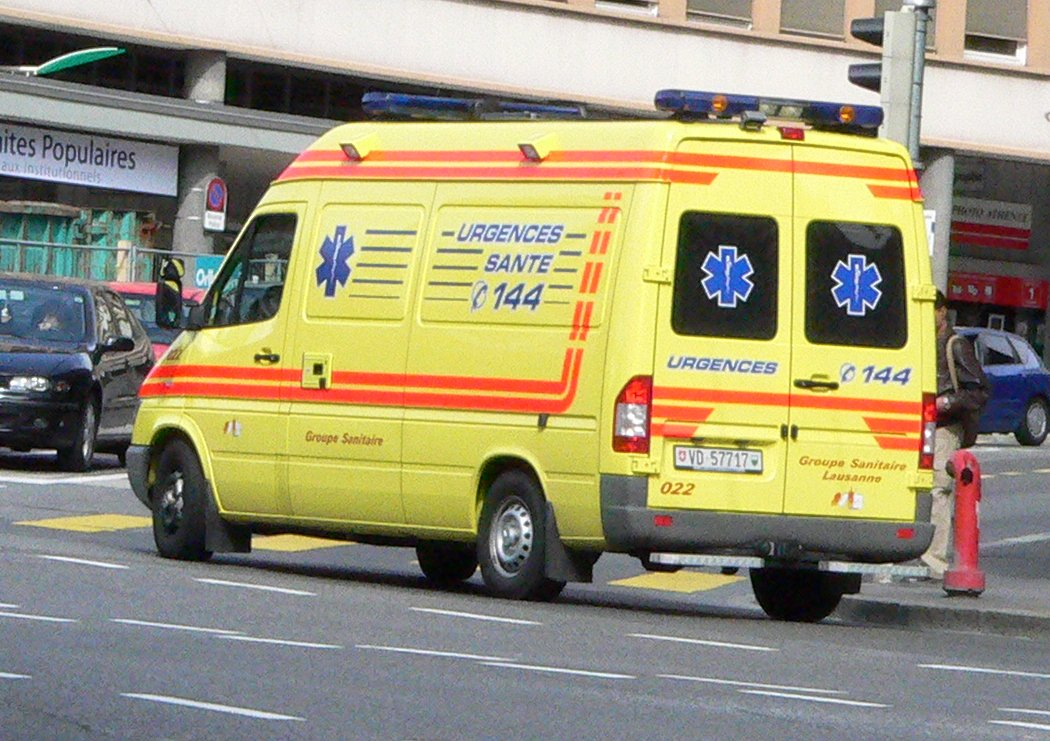
Ambulance suisse.
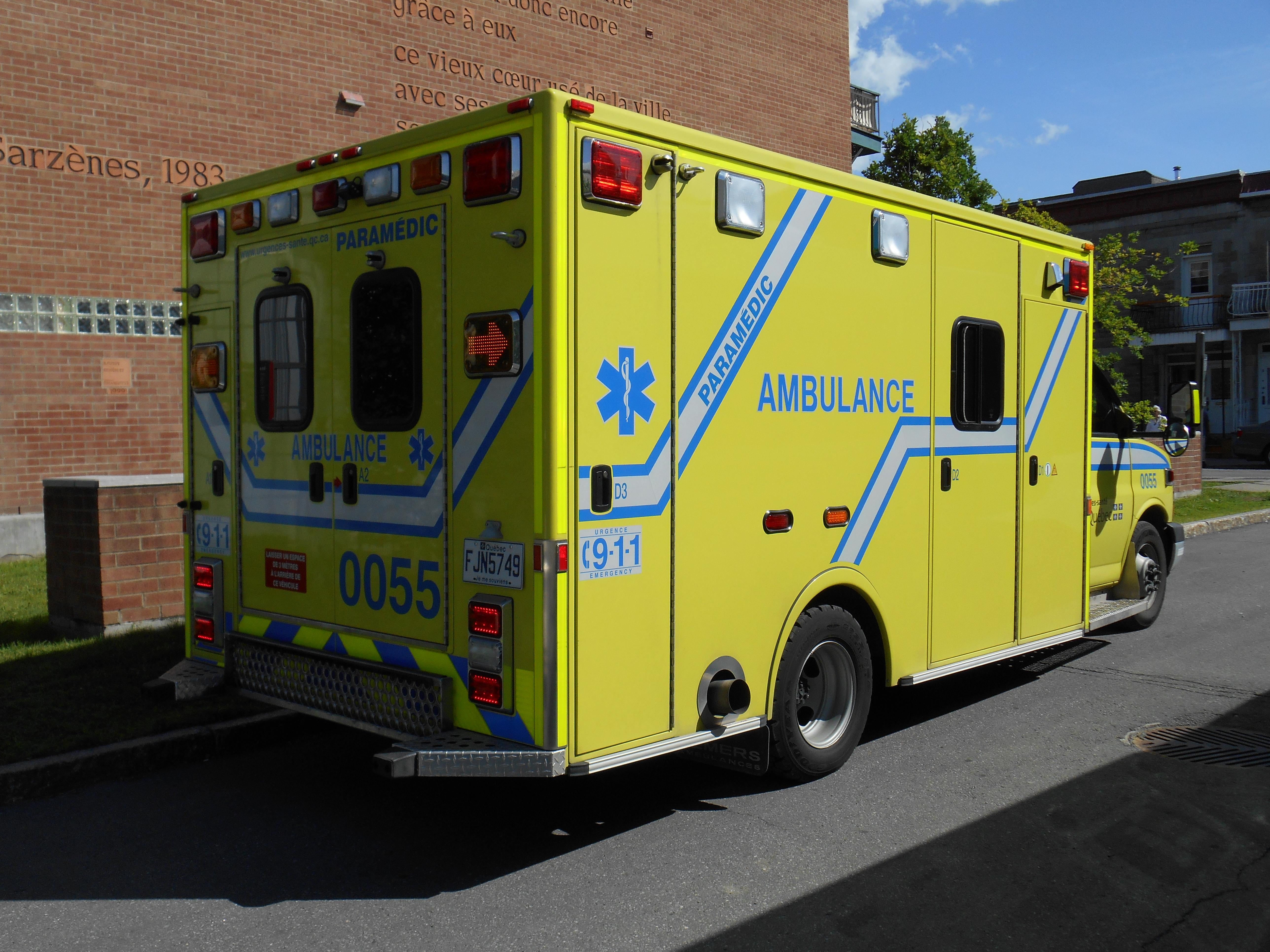
Ambulance québécoise